# Microstilbon burmeisteri
O estrelinha-de-cauda-fina, também conhecido por colibri-de-cauda-estreita (nome científico: Microstilbon burmeisteri), é uma espécie de ave apodiforme pertencente à família dos troquilídeos, que inclui os beija-flores. É o único representante do gênero Microstilbon, que é monotípico. Por sua vez, também é, consequentemente, a espécie-tipo deste gênero. Pode ser encontrada em altitudes entre 1600 e 2600 metros acima do nível do mar, distribuindo-se desde o centro-sul da Bolívia ao norte da Argentina.

## Etimologia
Etimologicamente, na nomenclatura binomial, ambos os nomes latinos do gênero e do descritor específico, respectivamente, são derivados de termos da língua grega antiga, originalmente. O nome "microstilbon" se dá pela aglutinação dos termos: μικρος, mikrós, este que significa literalmente "pequeno, curto", referência ao seu comprimento, adicionado da palavra στιλβων, stilbōn, através de outro termo στιλβοντος stilbontos, que significa literalmente "brilhante, cintilante", termo anteriormente utilizado para descrever um planeta de tamanho pequeno, nos dias atuais identificado como Mercúrio. Este último termo, por sua vez um derivado do verbo στιλβω, stilbō, que significa literalmente as palavras "brilhar, cintilar".
Seus nomes comuns dentro do português brasileiro e português europeu, respectivamente, se baseiam nas características fisiológicas desta ave: "estrelinha-de-cauda-fina" utilizado para descreve principalmente a largura estreita de sua cauda, que por ser bifurcada e, ainda, constituída por penas mais estreitas e pouco volumosas, aparentaria ser mais fina do que aquelas de outros beija-flores. O nome no dialeto português também destaca a cauda dentro da nomenclatura vernácula, porém usa-se de um sinônimo linguístico: "estreito".

## Descrição
O estrelinha-de-cauda-fina possui uma média variável  entre sete até nove centímetros de comprimento. Em tamanho, apresentam cerca de 2,5 gramas, onde por causa do dimorfismo sexual, os machos são maiores que as fêmeas. O representante macho do estrelinha-de-cauda-fina apresenta um tipo gargantilha ou uma gorgeira roxo-avermelhado ou magenta intenso, esta que se inicia na extremidade do bico, por onde segue até a garganta, se assemelhando à um bigode, e que lhe diferencia da fêmea. Ambos sexos apresentam o bico preto curto e ligeiramente curvilíneo, bem como as partes superiores em verde-brilhante e uma faixa esbranquiçada atrás dos olhos, traços marcantes da subfamília dos troquilíneos. No abdômen, plumagem da região inferior majoritariamente branca e com as manchas esverdeadas nas laterais. Na cauda possui coloração escurecida, quase inteiramente preta, com as coberteiras infracaudais castanhas-avermelhadas,  ou mesmo canelas. As fêmeas apresentam os lados da face mais escurecidos. A cauda curta e bastante bifurcada possui comprimento de 3 centímetros. Nas  partes lisas da plumagem, a garganta do macho têm cor branco pálido. Os beija-flores imaturos são muito similares, pelo menos visualmente, com a fêmea, que têm as partes inferiores mais beges, bem como suas penas centrais da cauda em verdes, com o resto em canela com uma faixa preta perto do final.

## Sistemática
Esta espécie seria originalmente descrita em meados do ano de 1888, pelo pesquisador inglês Philip Lutley Sclater, que se tornaria conhecido principalmente por suas contribuições à ornitologia. Primeiramente, seu tipo nomenclatural seria coletado algum tempo antes por Hermann Burmeister, que entre o final da década de 1850 até 1860, serviria como um colecionador de espécimes na Argentina, à época na qual se acredita que Burmeister tenha coletado-o. Sua localidade-tipo está atribuída ao Valle de Tafí, província de Tucumán, Argentina, de onde esse espécime seria direcionado ao acervo do Museu Nacional de Buenos Aires, após de ser enviado a Sclater através de correspondência. No seu nome científico original, esta seria atribuída a Chaetocercus. Em meados do século XX, exatamente em 1913, outro ornitólogo, um estadunidense, Walter Edmond Clyde Todd, descreveria a espécie no gênero Microstilbon, onde permanece até atualmente. Sendo o único representante de seu gênero, ele se classifica como um monotipo, no qual a espécie caracteriza-se como a espécie-tipo do gênero Microstilbon. Não possui nenhuma subespécie reconhecida, sendo uma espécie monotípica.

## Distribuição e habitat
O estrelinha-de-cauda-fina pode ser encontrado nos departamentos bolivianos de Cochabamba até Santa Cruz, ao sul, através das províncias argentinas de Jujuy, Salta e Tucumán. Há um registro histórico da área mais ao norte de La Paz, na Bolívia, podendo ser uma atribuição errônea ou uma localização antiga no qual a espécie se extinguiu. Esta ave habita florestas decíduas, áreas arbustivas, arbustos espinhosos e ravinas densamente vegetadas. Em elevação, varia entre 1100 e 2.600 metros acima do nível do mar, no qual pode se encontrar mais frequentemente a partir dos 1600 metros.

## Comportamento
Embora não existam muitos detalhes, há frequentes suspeitas de que estrelinhas-de-cauda-fina realizem movimentos sazonais de elevação e pode até ser um migrante austral.

### Alimentação
A estrelinha-de-cauda-fina forrageia bem em grandes altitudes na vegetação, onde suas batidas rápidas de asas lembram as de um zangão. Outros beija-flores a dominam em relação ao território. Possuem registros do mesmo alimentando-se com o néctar de plantas e flores epífitas e supõe-se que néctar em outros tipos de plantas. Também pode se alimentar de artrópodes e insetos.

### Reprodução
Alguns pouquíssimos ninhos de estrelinha-de-cauda-fina registrados sugerem um possível ciclo estral que inclui dezembro e janeiro. O ninho possui um formato semelhante a de um copo sendo composto por fibras vegetais macias cobertas com líquen, fixado em um galho de árvore com teias de aranha a cerca de seis metros acima do solo. A duração da incubação e do tempo até a emplumação não são conhecidos.

### Vocalização
Poucas vocalizações do estrelinha-de-cauda-fina são conhecidas. Ele faz "uma série de notas maçantes de 'chip'" enquanto se alimenta e paira.

## Estado de conservação
A Lista Vermelha de Espécies Ameaçadas, publicada pela IUCN, considerou estrelinha-de-cauda-fina como espécie "pouco preocupante". No entanto, possui um alcance restrito e as suas tendências populacionais e aumento são desconhecidos. Não seria identificada qualquer ameaça imediata. É considerado bastante comum, embora difícil de observar porque é muito pequeno e reservado. Acredita-se que se adapte em habitats construídos por humanos até certo ponto. É encontrado em pelo menos uma área protegida na Argentina.